# Martín Edwin García
Martín Edwin García (Bogotá, Colombia, 2 de marzo de 1981) es un exfutbolista colombiano. Jugaba de delantero y su último equipo fue el Deportivo Malacateco de Guatemala.

## Trayectoria
Se inició en el Sante Fe de Colombia, debutando a los 17 años en 1999. Luego pasó al Alianza FC de El Salvador con 19 años. Se mantuvo en dicho equipo por varias temporadas, aunque tuvo un breve retorno al Centauros Villavicencio de su país en el 2003.
Después estuvo en diversos equipos como Millonarios de Colombia, Necaxa de México, São Caetano (fue contratado cuando el equipo ya estaba prácticamente descendido) y  posteriormente paso al Vasco de Gama donde compartió equipo con Romario. 
En 2009 fichó para el Nanchang Bayi de China donde en 22 encuentros marcó 19 goles, lo cual le valió el premio al mejor extranjero y goleador del certamen. A principios de 2010 estaba todo previsto para que juegue por los Tiburones Rojos de Veracruz (en ese entonces, recientemente descendido a la Liga de Ascenso), pero un problema de papeles y visado le impidió jugar en el equipo mexicano. En vista a aquello, regresó al fútbol chino para jugar por el Shanghai East Asia. 
En 2011, fue contratado por el Sport Boys del Callao de cara al Campeonato Descentralizado, pasando luego al Cienciano por problemas económicos con la directiva de su antiguo club que le debía dos meses de sueldo. Sin embargo, en diciembre de 2011 rescindió su contrato con Cienciano por una situación muy similar. Incluso denunció que tuvo que pagar de su dinero para hacerse una operaración física 
En 2012, fue contratado por el Corporación Nuevo Cúcuta Deportivo de Cúcuta de cara al Torneo Apertura. Unión Comercio, equipo de la selva peruana, anunció su fichaje hasta el final de la temporada, jugando así la Copa Sudamericana 2012.

## Estadísticas

### Clubes
| Club                                 | Div.          | Temporada     | Liga  | Liga  | Copa Nacional | Copa Nacional | Copa Internacional | Copa Internacional | Total | Total |
| Club                                 | Div.          | Temporada     | Part. | Goles | Part.         | Goles         | Part.              | Goles              | Part. | Goles |
| ------------------------------------ | ------------- | ------------- | ----- | ----- | ------------- | ------------- | ------------------ | ------------------ | ----- | ----- |
| Independiente Santa Fe · Colombia    | 1ª            | 1999          | 3     | 0     | —             | —             | —                  | —                  | 3     | 0     |
| Independiente Santa Fe · Colombia    | Total club    | Total club    | 3     | 0     | 0             | 0             | 0                  | 0                  | 3     | 0     |
| Envigado · Colombia                  | 2.ª           | 2000          | 4     | 1     | —             | —             | —                  | —                  | 4     | 1     |
| Envigado · Colombia                  | Total club    | Total club    | 4     | 1     | 0             | 0             | 0                  | 0                  | 4     | 1     |
| Alianza · El Salvador                | 1.ª           | 2002          | 14    | 2     | —             | —             | —                  | —                  | 14    | 2     |
| Alianza · El Salvador                | 1.ª           | 2004          | 25    | 12    | —             | —             | —                  | —                  | 25    | 12    |
| Alianza · El Salvador                | 1.ª           | 2005          | 18    | 11    | —             | —             | —                  | —                  | 18    | 11    |
| Alianza · El Salvador                | Total club    | Total club    | 57    | 25    | 0             | 0             | 0                  | 0                  | 57    | 25    |
| Centauros Villavicencio · Colombia   | 1ª            | 2003          | 17    | 2     | —             | —             | —                  | —                  | 17    | 2     |
| Centauros Villavicencio · Colombia   | Total club    | Total club    | 17    | 2     | 0             | 0             | 0                  | 0                  | 17    | 2     |
| Millonarios · Colombia               | 1.ª           | 2005          | 15    | 4     | —             | —             | —                  | —                  | 15    | 4     |
| Millonarios · Colombia               | 1.ª           | 2006          | 12    | 3     | —             | —             | —                  | —                  | 12    | 3     |
| Millonarios · Colombia               | 1.ª           | 2008          | 18    | 5     | —             | —             | —                  | —                  | 18    | 5     |
| Millonarios · Colombia               | Total club    | Total club    | 45    | 12    | 0             | 0             | 0                  | 0                  | 45    | 12    |
| São Caetano · Brasil                 | 1.ª           | 2006          | 11    | 2     | —             | —             | —                  | —                  | 11    | 2     |
| São Caetano · Brasil                 | Total club    | Total club    | 11    | 2     | 0             | 0             | 0                  | 0                  | 11    | 2     |
| Vasco da Gama · Brasil               | 1.ª           | 2007          | 9     | 3     | —             | —             | —                  | —                  | 9     | 3     |
| Vasco da Gama · Brasil               | Total club    | Total club    | 9     | 3     | 0             | 0             | 0                  | 0                  | 9     | 3     |
| Necaxa · México                      | 1.ª           | 2007          | 8     | 0     | —             | —             | —                  | —                  | 8     | 0     |
| Necaxa · México                      | Total club    | Total club    | 8     | 0     | 0             | 0             | 0                  | 0                  | 8     | 0     |
| Tiburones Rojos de Veracruz · México | 1.ª           | 2008          | 16    | 5     | —             | —             | —                  | —                  | 16    | 5     |
| Tiburones Rojos de Veracruz · México | Total club    | Total club    | 16    | 5     | 0             | 0             | 0                  | 0                  | 16    | 5     |
| Nanchang Bayi China                  | 2.ª           | 2009          | 22    | 19    | —             | —             | —                  | —                  | 22    | 19    |
| Nanchang Bayi China                  | Total club    | Total club    | 22    | 19    | 0             | 0             | 0                  | 0                  | 22    | 19    |
| Shanghái Donghai China               | 1.ª           | 2010          | 12    | 2     | —             | —             | —                  | —                  | 12    | 2     |
| Shanghái Donghai China               | Total club    | Total club    | 12    | 2     | 0             | 0             | 0                  | 0                  | 12    | 2     |
| Sport Boys · Perú                    | 2.ª           | 2011          | 14    | 6     | —             | —             | —                  | —                  | 14    | 6     |
| Sport Boys · Perú                    | Total club    | Total club    | 14    | 6     | 0             | 0             | 0                  | 0                  | 14    | 6     |
| Cienciano · Perú                     | 1.ª           | 2011          | 11    | 3     | —             | —             | —                  | —                  | 11    | 3     |
| Cienciano · Perú                     | Total club    | Total club    | 11    | 3     | 0             | 0             | 0                  | 0                  | 11    | 3     |
| Cúcuta Deportivo · Colombia          | 1.ª           | 2012          | 12    | 0     | 3             | 2             | —                  | —                  | 15    | 2     |
| Cúcuta Deportivo · Colombia          | Total club    | Total club    | 12    | 0     | 3             | 2             | 0                  | 0                  | 15    | 2     |
| Unión Comercio · Perú                | 1.ª           | 2012          | 17    | 4     | —             | —             | 1                  | 0                  | 18    | 4     |
| Unión Comercio · Perú                | Total club    | Total club    | 17    | 4     | 0             | 0             | 1                  | 0                  | 18    | 4     |
| Tianjin Songjiang China              | 1.ª           | 2013          | 28    | 5     | —             | —             | —                  | —                  | 28    | 5     |
| Tianjin Songjiang China              | Total club    | Total club    | 28    | 5     | 0             | 0             | 0                  | 0                  | 28    | 5     |
| América de Cali · Colombia           | 2.ª           | 2014          | 9     | 1     | 4             | 1             | —                  | —                  | 13    | 2     |
| América de Cali · Colombia           | Total club    | Total club    | 9     | 1     | 4             | 1             | 0                  | 0                  | 13    | 2     |
| Atlético Marte · El Salvador         | 1.ª           | 2015          | 16    | 5     | —             | —             | —                  | —                  | 16    | 5     |
| Atlético Marte · El Salvador         | Total club    | Total club    | 16    | 5     | 0             | 0             | 0                  | 0                  | 16    | 5     |
| Jaguares de Córdoba · Colombia       | 1.ª           | 2015          | 8     | 0     | —             | —             | —                  | —                  | 8     | 0     |
| Jaguares de Córdoba · Colombia       | Total club    | Total club    | 8     | 0     | 0             | 0             | 0                  | 0                  | 8     | 0     |
| Deportivo Malacateco · Guatemala     | 1.ª           | 2016          | 9     | 2     | —             | —             | —                  | —                  | 9     | 2     |
| Deportivo Malacateco · Guatemala     | Total club    | Total club    | 9     | 2     | 0             | 0             | 0                  | 0                  | 9     | 2     |
| Total carrera                        | Total carrera | Total carrera | 326   | 97    | 7             | 3             | 1                  | 0                  | 334   | 100   |

## Palmarés

### Campeonatos nacionales
| Título          | Club    | País        | Año  |
| --------------- | ------- | ----------- | ---- |
| Torneo Apertura | Alianza | El Salvador | 2001 |
| Torneo Clausura | Alianza | El Salvador | 2004 |

### Distinciones individuales
| Distinción                                  | Año  |
| ------------------------------------------- | ---- |
| Goleador del Torneo Clausura de El Salvador | 2004 |
| Goleador de la China League One             | 2009 |